# Tipula (Platytipula) dissociata dissociata
Tipula (Platytipula) dissociata dissociata is een ondersoort van de tweevleugelige Tipula (Platytipula) dissociata uit de familie langpootmuggen (Tipulidae). De ondersoort komt voor in het Palearctisch gebied.